# Descampsilla
Descampsilla is een geslacht van rechtvleugeligen uit de familie veldsprinkhanen (Acrididae). De wetenschappelijke naam van dit geslacht is voor het eerst geldig gepubliceerd in 1972 door Wintrebert.

## Soorten
Het geslacht Descampsilla  is monotypisch en omvat slechts de volgende soort:
- Descampsilla sambiranensis (Wintrebert, 1972)